# Museum Botanicum
Il Museum Botanicum (abbreviato Mus. Bot.) è un libro illustrato di descrizioni botaniche scritto da Carl Ludwig Blume. Fu pubblicato a Leida in due volumi, il primo nel 1849 e il secondo nel 1851, con il titolo Museum Botanicum Lugduno-Batavum sive stirpium Exoticarum, Novarum vel Minus Cognitarum ex Vivis aut Siccis Brevis Expositio et Descriptio.
In questi volumi, Blume ha descritto per la prima volta molte specie provenienti dal sud-est asiatico, come, ad esempio, l'Eucalyptus deglupta, una specie autoctona della Nuova Guinea e delle Filippine.